# Svartfjällig fjällskivling
Svartfjällig fjällskivling (Lepiota felina) är en svampart som först beskrevs av Christiaan Hendrik Persoon, och fick sitt nu gällande namn av Petter Adolf Karsten 1879. Svartfjällig fjällskivling ingår i släktet Lepiota och familjen Agaricaceae.  Arten är reproducerande i Sverige. Inga underarter finns listade i Catalogue of Life.